# Championnat de Nouvelle-Calédonie de football 2002
 (octobre 2020).
Navigation
Édition précédente Édition suivante
La saison 2002 du Championnat de Nouvelle-Calédonie de football est la sixième édition du championnat de première division en Nouvelle-Calédonie. Les trois meilleures équipes de Grande Terre et le champion des îles s'affrontent en phase finale pour déterminer le champion de Nouvelle-Calédonie.
C'est l'AS Mont-Dore qui remporte la compétition cette saison après avoir battu le tenant du titre, la JS Baco lors de la finale. C'est le tout premier titre de champion de Nouvelle-Calédonie de l'histoire du club.

## Les clubs participants (Grande Terre)
- AS Mont-Dore
- AS Auteuil
- ACB Poya
- JS Tiéta - Promu de D2
- CS Nékoué
- JS Baco
- AS Thio Sport - Promu de D2
- AS Magenta

## Compétition
Le classement est établi sur le barème de points suivant : victoire à 4 points, match nul à 2, défaite à 1.

### Division d'Honneur (Grande Terre)
Un championnat à poule unique est organisé pour la première fois à Grande Terre. Il compte 8 clubs pour cette saison et sera élargi à 10 équipes dès la saison suivante.
| Rang | Équipe         | Pts | J  | G  | N | P  | Bp | Bc | Diff |
| ---- | -------------- | --- | -- | -- | - | -- | -- | -- | ---- |
| 1    | JS BacoT       | 49  | 14 | 11 | 2 | 1  | 30 | 13 | +17  |
| 2    | AS MagentaC    | 42  | 14 | 8  | 4 | 2  | 33 | 22 | +11  |
| 3    | AS Mont-Dore   | 38  | 14 | 7  | 3 | 4  | 29 | 14 | +15  |
| 4    | AS Auteuil     | 34  | 14 | 5  | 5 | 4  | 22 | 20 | +2   |
| 5    | ACB Poya       | 31  | 14 | 4  | 5 | 5  | 25 | 27 | -2   |
| 6    | JS TiétaP      | 26  | 14 | 3  | 3 | 8  | 21 | 33 | -12  |
| 7    | CS Nékoué -1   | 26  | 14 | 4  | 3 | 7  | 30 | 36 | -6   |
| 8    | AS Thio SportP | 18  | 14 | 0  | 4 | 10 | 20 | 45 | -25  |

|  | Qualification pour la phase finale                                                                |
|  | Relégation directe en Promotion d'Honneur                                                         |
|  | T : Tenant du titre C : Vainqueur de la Coupe de Nouvelle-Calédonie P : Club promu en Super Ligue |

### Phase finale
Les trois clubs de Grande Terre retrouvent l'US Pénélo-Cuaden, le champion inter-îles.

#### Demi-finales
| Équipe 1     | Résultat      | Équipe 2         | Aller | Retour |
| ------------ | ------------- | ---------------- | ----- | ------ |
| AS Mont-Dore | 2 - 2 8-9 tab | AS Magenta       | 1 - 1 | 1 - 1  |
| JS Baco      | 6 - 0         | US Pénélo-Cuaden | 2 - 0 | 4 - 0  |

- L'AS Mont-Dore est déclarée vainqueur de la demi-finale face à l'AS Magenta après avoir déposé un recours.

#### Finale
| 14 septembre 2002 | JS Baco         | 2 - 2 | AS Mont-Dore |  |  |
|                   |                 |       |              |  |  |
|                   | Tirs au but 3-4 |       |              |  |  |

## Bilan de la saison
| Championnat de Nouvelle-Calédonie de football 2002 |                          |
| Champion                                           | AS Mont-Dore (1er titre) |
| Coupes et trophées                                 |                          |
| Vainqueur de la Coupe de Nouvelle-Calédonie 2002   | AS Magenta               |
| Promotions et relégations                          |                          |
| Promus en Super Ligue                              | FC Koh                   |
| Promus en Super Ligue                              | AS Poum                  |
| Promus en Super Ligue                              | US Calédonienne          |
| Promus en Super Ligue                              | Olympique de Nouméa      |
| Relégués en Promotion d'Honneur                    | CS Nékoué                |
| Relégués en Promotion d'Honneur                    | AS Thio Sport            |